# Wolterstorffina
Genre
Wolterstorffina est un genre d'amphibiens de la famille des Bufonidae.

## Répartition
Les trois espèces de ce genre se rencontrent au Nigeria et au Cameroun.

## Liste d'espèces
Selon Amphibian Species of the World (16 avril 2013) :
- Wolterstorffina chirioi Boistel & Amiet, 2001
- Wolterstorffina mirei (Perret, 1971)
- Wolterstorffina parvipalmata (Werner, 1898)

## Publication originale
- Mertens, 1939 : Über das Höhenvorkommen der Froschlurche am Grossen Kamerun-Berge. Abhandlungen und Berichte aus dem Museum für Natur- und Heimatkunde zu Magdeburg, vol. 7, p. 121-128.